# Kolumbia na Mistrzostwach Świata w Lekkoatletyce 2013
Reprezentacja Kolumbii na Mistrzostwach Świata w Lekkoatletyce 2013 liczyła 20 zawodników.

## Występy reprezentantów Kolumbii

### Mężczyźni
| Konkurencja   | Zawodnik              | Runda 1  | Runda 1 | Półfinał | Półfinał | Finał        | Finał   |
| Konkurencja   | Zawodnik              | Rezultat | Pozycja | Rezultat | Pozycja  | Rezultat     | Pozycja |
| ------------- | --------------------- | -------- | ------- | -------- | -------- | ------------ | ------- |
| Bieg na 200 m | Bernardo Baloyes      | 22,37    | 54.     | NQ       | NQ       | NQ           | NQ      |
| Bieg na 800 m | Rafith Rodríguez      | 1:46,76  | 15. q   | 2:01,94  | 23.      | NQ           | NQ      |
| Chód na 20 km | Éider Arévalo         | —        | —       | —        | —        | DNF          | DNF     |
| Chód na 20 km | Luis Fernando López   | —        | —       | —        | —        | DNF          | DNF     |
| Chód na 20 km | José Leonardo Montaña | —        | —       | —        | —        | 1:23:50 (SB) | 17.     |
| Chód na 50 km | Fredy Hernández       | —        | —       | —        | —        | DNF          | DNF     |

### Kobiety

#### Konkurencje biegowe
| Konkurencja                | Zawodnik                                                                                | Runda 1      | Runda 1 | Półfinał | Półfinał | Finał        | Finał   |
| Konkurencja                | Zawodnik                                                                                | Rezultat     | Pozycja | Rezultat | Pozycja  | Rezultat     | Pozycja |
| -------------------------- | --------------------------------------------------------------------------------------- | ------------ | ------- | -------- | -------- | ------------ | ------- |
| Bieg na 1500 m             | Rosibel García                                                                          | 4:15.38 (NR) | 34.     | NQ       | NQ       | NQ           | NQ      |
| Bieg na 5000 m             | Carolina Tabares                                                                        | 16:22,81     | 20.     | —        | —        | NQ           | NQ      |
| Bieg na 100 m przez płotki | Lina Flórez                                                                             | 13,16        | 19. q   | 13,01    | 15.      | NQ           | NQ      |
| Bieg na 100 m przez płotki | Brigitte Merlano                                                                        | 13,20        | 21. q   | 13,22    | 22.      | NQ           | NQ      |
| Sztafeta 4 × 100 m         | Lina Flórez Yomara Hinestroza Maria Alejandra Idrobo Darlenis Obregón Eliecith Palacios | 43,65 (SB)   | 15.     | —        | —        | NQ           | NQ      |
| Maraton                    | Erika Abril                                                                             | —            | —       | —        | —        | 2:55:13      | 39.     |
| Chód na 20 km              | Sandra Arenas                                                                           | —            | —       | —        | —        | 1:32:25 (NR) | 22.     |
| Chód na 20 km              | Sandra Galvis                                                                           | —            | —       | —        | —        | 1:33:49 (SB) | 33.     |

#### Konkurencje techniczne
| Konkurencja    | Zawodnik          | Eliminacje | Eliminacje | Finał      | Finał   |
| Konkurencja    | Zawodnik          | Rezultat   | Pozycja    | Rezultat   | Pozycja |
| -------------- | ----------------- | ---------- | ---------- | ---------- | ------- |
| Trójskok       | Caterine Ibargüen | 14,52      | 2. Q       | 14,85 (WL) | złoto   |
| Pchnięcie kulą | Sandra Lemos      | 17,55      | 17.        | NQ         | NQ      |
| Rzut oszczepem | Flor Ruíz         | 57,47      | 23.        | NQ         | NQ      |